# Chaweng Beach
Chaweng Beach (Thai: หาดเฉวง) is een strand op het Thaise eiland Ko Samui. Het is het grootste strand van het eiland. Er bevinden zich luxehotels en guesthouses voor backpackers. Het strand staat bekend om zijn nachtleven.
Chaweng Beach ligt in het noordoosten van het eiland. Het strand is ongeveer 7 kilometer lang met wit poederzand. Vanwege het koraal voor de kust heeft het strand weinig hoge golven.

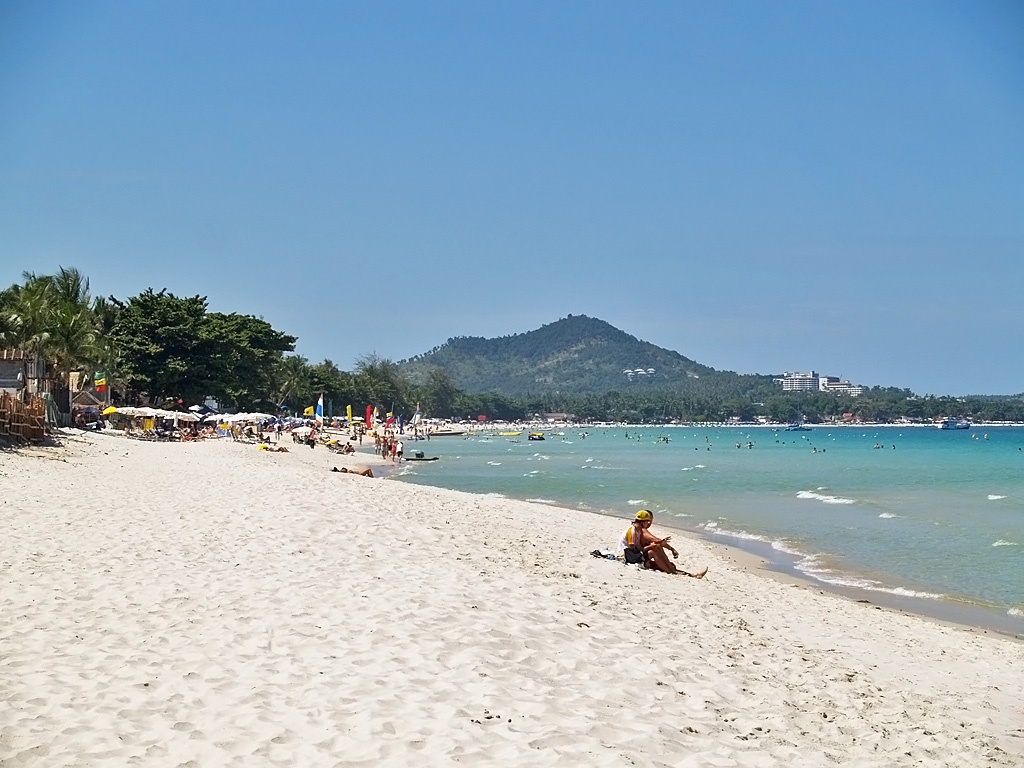
Chaweng Beach